# Артин Потурлян
Артин Потурлян е български композитор и педагог от арменски произход.

## Биография
Завършва Българска държавна консерватория със специалност музикална педагогика. През годините на следване учи композиция при проф. Пенчо Стоянов и проф. Панчо Владигеров. През 1969 – 1974 година следва композиция в класа на проф. Лазар Сарян в Ереванската държавна консерватория „Комитас“. Понастоящем е професор по полифония в Национална музикална академия „Проф. Панчо Владигеров“.
Носител е на I награда от конкурса по композиция „Зимни музикални вечери“, Пазарджик, 1985 г. и на награди на Съюза на българските композитори /1983, 1989 г./. Негови произведения са изпълнявани в Ереван, Тбилиси, Москва, Виена, Залцбург, Братислава, Берлин, Милано, Марсилия и др.

## Композиции
Опери
- „Вик“ /1979/, едноактна опера по разказ на Рей Бредбъри;

За симфоничен оркестър
- „Безкраят“ /1998/ за солисти хор и симфоничен оркестър по стихове наДжакомо Леопарди;
- Симфонии №1 и 2 /1974, 1978/;
- Музика в памет на Еварист Галоа /1984/ за малък симфоничен оркестър;
- „Мозайки“ /1993/, Елегия /2002/, Багатели /2006/ за симфоничен оркестър;
- Поема за орган, симфоничен оркестър и магнетофонна лента /1980/;
- Концерт за цигулка и симфоничен оркестър /1983/;
- Фантазия за пиано и симфоничен оркестър /1990/;

- Концерт за виолончело и камерен оркестър /2000/;

Струнни
- Музика за 3 флейти, 2 рояла, там-там и струнни /1979/;
- „Монумент“ за струнен оркестър /2005/;
- Кончерто гросо *87 за чембало и струнни /1999/;
- Камерен концерт за пиано и струнни /1981/;
- Струнен квартет /1992/, Струнно трио „Сфинкс“ /2005/;

За квинтети
- Дивертименто за духов квинтет, арфа, чембало и ударни /1984/;
- Клавирен квинтет /1989/, Клавирен квартет /2001/, Клавирно трио /1995/;

Цигулка и виола
- Прелюд, Алегро и Ларго за две цигулки /2003/;
- Епиграф, Епистрофи и Епилог за цигулка и виола /2004/;
- Меломонолог за соло виола /2003/;

Пиано
- Фантазии „Странникът“ /1983/ и „Светове“ /1985/ за две пиана;
- Сонатина /1970/, Сегменти /1979/, Спирали /1980/, Арабески /1982/, Изповеди /1986/, Анаграмов лабиринт /1996/, „Храмът на Каиса“, I и II /1998, 2000/ и др. за соло пиано;
- Импровизации за кларинет и пиано /1992/;
- „Роза за Емили“ за виолончело и пиано /2001/;
- Епитафия в памет на Лазар Николов за клавирно трио /2007/;
- Сонати за цигулка и пиано №1 и 2 /1972, 2006/;
- Соната за виолончело и пиано /2007/;

Орган
- Соната за орган /1972/, Четири духовни песнопения по Нерсес Шнорхали за орган /1988/;

- Солови и хорови песни.

## Статии и книги
- За Лазар Николов /1983/;
- Място под слънцето /1989/;
- Метроримично-темпова модулация /1992/;
- Геометрични преобразувания на равнината и пространството и инвенционната полифония /1999/;
- Възвратен контрапункт, София, 2004;
- Теоретични проблеми в рачешкия канон от „Музикална жертва“ на Йохан Себастиан Бах, в кн. От ранния барок до зараждащия се класицизъм. Софийски музикални седмици, 2005.